# El Porvenir, Santo Domingo Ixcatlán
El Porvenir är en ort i Mexiko.   Den ligger i kommunen Santo Domingo Ixcatlán och delstaten Oaxaca, i den sydöstra delen av landet, 300 km sydost om huvudstaden Mexico City. El Porvenir ligger 2 244 meter över havet och antalet invånare är 114.
Terrängen runt El Porvenir är bergig åt sydost, men åt nordväst är den kuperad. Runt El Porvenir är det glesbefolkat, med 17 invånare per kvadratkilometer. Närmaste större samhälle är Villa Chalcatongo de Hidalgo, 17,1 km norr om El Porvenir. I omgivningarna runt El Porvenir växer huvudsakligen savannskog.